# Adam Franciszek Skorupka
Adam Franciszek Skorupka herbu Ślepowron (ur. 3 grudnia 1820 r. w Krakowie – zm. 18 października 1872 roku w Krynicy) – polski aktor, dyrektor teatru krakowskiego.

## Życiorys
Urodził się w rodzinie ziemiańskiej jako syn Józefa Piotra hr. Skorupki (senatora Wolnego Miasta Krakowa) i Józefy hr. Przerembskiej h. Nowina. Żonaty z Karoliną hr. Krasicką h. Ślepowron. Brat Leona.

## Działalność teatralna
Od 1865 (do nagłej śmierci w Krynicy w r. 1872) był dyrektorem sceny krakowskiej. Od roku 1866 jego wspólnikiem (potem faktycznym dyrektorem teatru krakowskiego) – był Stanisław Koźmian. W roku 1869 chciał wraz z Koźmianem objąć dyrekcję teatru lwowskiego, jednak Karol Jabłonowski udzielił swojego poparcia na to stanowisko Adamowi Miłaszewskiemu. W 1869 Koźmian wycofał się z teatru krakowskiego i Skorupka powierzył kierownictwo artystyczne Feliksowi Bendzie (do roku 1871). Po śmierci Skorupki dyrekcję teatru objął ponownie Stanisław Koźmian.
Działalność Skorupki (pomimo wielu zatargów personalnych) przyniosła odbudowę teatru krakowskiego, który w roku 1865 znajdował się w zapaści.
W latach jego dyrekcji zatrudniał Skorupka m. in: Helenę Modrzejewską, Bolesława Ładnowskiego, Wincentego Rapackiego i Feliksa Bendę.
W roku 1871 Staraniem Skorupki powstał w Krynicy budynek teatralny, w którym wystawiano sztuki w okresach letnich. Ponadto zespół krakowski wyjeżdżał również na występy do Poznania, Mysłowic, Tarnowa i Solca.
Pisał także sztuki teatralne (niektóre z nich wystawiane były w teatrze krakowskim i w Krynicy, m.in. „Wybory do Rady Miejskiej” (premiera: Kraków 1868, wydanie: Poznań 1911)